# محافظة خيبر
محافظة خيبر إحدى المحافظات التابعة لمنطقة المدينة المنورة، في المملكة العربية السعودية.

## المراكز والقرى التابعة
خيبر، هي مدينة سعودية، تتبع منطقة المدينة المنورة وتبعد عنها 153 كم (95 ميل) إلى الشمال من المدينة المنورة العريقة وتعتبر خيبر ولا تزال منذ أقدم العصور واحة واسعة ذات تربة خصبة معطاءة وذات عيون ومياه غزيرة وتربتها تربة جيدة للغاية تصلح لزراعة الحبوب والفواكه علي اختلاف أنواعها كما انها تعتبر من أكبر واحات النخيل في جزيرة العرب ويكفي لصحة هذا القول ان المسلمين احصوا من النخيل الموجود بالنطاه فقط (وهو أحد أودية خيبر الكبيرة) فوجدوا بها أربعين الف نخلة.

## السكان
بلغ عدد سكان محافظة خيبر (45,532) نسمة حسب تعداد السعودية 2022، عدد السعوديين (39,238) نسمة، وعدد غير السعوديين (6,294) نسمة.

## التسمية
يوجد لتسمية خيبر ثلاثة أقوال:
1. مشتق من قولهم ارض خبرة أي طيبة الطين سهلة.
2. إنها سميت باسم رجل من العمالقة نزل بها وهو خيبر بن قانية بن عبيل بن مهلائل بن ارم وهذا هو أول من نزلها وهو أخو عاد بن عوض بن ارم بن سام بن نوح علية السلام.
3. إن الخيبر بلسان اليهود هو الحصن ولكون هذه البقعة تشتمل على حصون سموها خيابر ومفردها خيبر والي هذا القول مال الكثير نظرا لان سكانها كانوا من اليهود، وورد اسم خيبر في أحاديث عن النبي (صلى الله عليه وسلم) منها (خربت خيبر.....) ومنها (إنا إذا نزلنا بساحة قوم فساء صباح المنذرين) ومنها حديث اخر (خيبر مقدسة والسوارقية مؤتفكة) وحديث (نعم القرية من سنيات المسيح خيبر) يعني زمان الدجال.

## التاريخ

### يهود خيبر
منذ أكثر من ثلاثة ألاف سنة كانت منطقة يثرب والمناطق الشرقية والغربية وكل المنطقة الشاسعة الممتدة في الحجاز من يثرب حتى الحدود الشمالية المتاخمة للشام خاضعة لسلطان العمالقة وهم قوم جبابرة من العرب البائدة.
أما صلة اليهود (بني إسرائيل) بمنطقة خيبر فهناك اختلاف في الوقت الذي اتصل فيه العنصر الدخيل بخيبر بعضهم يقول أن الوجود اليهودي في خيبر يعود إلي التاريخ الذي استوطن فيه اليهود منطقة يثرب بعد وفاة نبي الله موسى علية السلام على اثر عودة الحملة العسكرية التي أرسلها نبي الله موسى قبيل موته لإخضاع وإبادة جبابرة العمالقة الذين يقطنون يثرب والمناطق الشمالية والشرقية والغربية من الحجاز بما في ذلك خيبر وعادت الحملة بعد أن أبادت جميع العمالقة ويقول بعض المؤرخون ان رجال هذه الحملة لما منعهم خلفاء النبي موسى علية السلام من دخول الشام عادوا إلي الحجاز واستوطنوا يثرب وان يهود خيبر هم من بقايا هذه الحملة التي استوطنت يثرب وخيبر منذ حوالي سنة (1200) قبل الميلاد
ويرى بعض المؤرخون ان الوجود اليهودي في خيبر لم يكن إلا بعد الميلاد بحوالي ثمانين سنة
وذكر الإمام الطبري ان أول قدوم لليهود إلي الحجاز إنما كان بعد أن وطئ بختنصر الشام وخرب بيت المقدس وقال الدكتور جواد علي في كتابة (تاريخ العرب قبل الإسلام) أن يهود خيبر من نسل (ركاب) المذكورة في التوراة وان (يونادب) (جندب) نبذ مع أبنائه ومن تبعة وعاش عيشة تقشف وزهد وخشونة وان نسلهم هاجر بعد خراب الهيكل الأول إلي الحجاز حتى بلغوا خيبر فاستقروا بها واشتغلوا بزراعة النخيل والحبوب وأقاموا فيها قلاع وحصون تحميهم من غارات الأعراب وقد خرجوا منها واجلوا في زمن عمر بن الخطاب
وبعض المؤرخون يذكرون أن يهود خيبر ليسوا من بني إسرائيل وإنما هم من أبناء العرب الذين دانوا باليهودية والدليل أن مرحب وعائلته وهو فارس خيبر المشهور الذي قتلة علي بن أبي طالب من قبيلة حمير من اليمن
وهناك رأي أخر أن صلة بني إسرائيل بخيبر ويثرب كانت في عهد نبي الله داوود علية السلام (أي بعد موسى وقبل المسيح) وان نبي الله داوود غزا العمالقة في المدينة فسلط الله عليهم الدود في أعناقهم فهلكوا عن أخره ورأي أخر أن سبب نزولهم إلي خيبر والحجاز أن بعض علمائهم كانوا يجدون صفة رسول الله صلى الله علية وسلم في التوراة وانه يهاجر إلي بلد نخل بين حرتين فأقبلوا من الشام يبحثون عن الصفة فلما رأوا تيماء وفيها النخل نزلت طائفة منهم وظنوا أنها خيبر ومضى إشرافهم وأكثرهم إلي يثرب فاستوطنوا وقد أشار (صموئيل الأول) من التوراة إلي أن اليهود سكنوا يثرب.

### فتح خيبر
لم يبد يهود خيبر أي عداء للمسلمين حتى لحق بهم زعماء بني النضير عندما اجلوا عن المدينة وكان ابرز زعماء بني النضير الذين غادروا المدينة ونزلوا خيبر هم (سلام بن أبي الحقيق وكنانة بن الربيع بنابي الحقيق وحيي بن اخطب) فلما نزلوها دان لهم أهلها
وقد وعد الله المسلمين بمغانم كثيرة يأخذونها إذا هزموا يهود خيبر وسار الجيش إلي خيبر بروح إيمانية عالية على الرغم من علمهم بمناعة حصون خيبر وشدة باس رجالها وعتادهم الحربي وسلكوا طريق بين خيبر وغطفان ليحولوا بينهم وبين أن يمدوا أهل خيبر لأنهم كانوا أعداء للمسلمين ونزل المسلمون بساحة اليهود قبل بزوغ الفجر وصلوا الفجر قرب خيبر ثم هجموا عليها بعد بزوغ الشمس وفوجئ أهلها بهم وهم في طريقهم إلي أعمالهم فقالوا (محمد والخميس) فقال الرسول صلى الله علية وسلم (الله أكبر خربت خيبر إنا إذا نزلنا بساحة قوم فساء صباح المنذرين) وهرب اليهود إلي حصونهم وحاصرهم المسلمون وقد حاولت غطفان نجدة حلفائهم اليهود حتى إذا ساروا مرحلة سمعوا خلفهم صوتا يناديهم في أموالهم وأهليهم فرجعوا يظنون أن المسلمين خالفوهم فخلوا بين رسول الله صلى الله علية وسلم وبين خيبر فاخذ المسلمون في افتتاح حصونهم واحد تلوا الأخر وكان أول ما سقط من حصونهم حصن (ناعم والصعب) بمنطقة النطاة (وأبي النزار) بمنطقة الشق في الشمال الشرقي من خيبر ثم حصن (القموص) المنيع في منطقة الكتيبة وهو حصن ابن أبي الحقيق ثم سقط حصن (الوطيح) وحصن (السلالم) واستغرق فتح حصن (ناعم) عشرة أيام وكانت هذه الغزوة في (شهر محرم من السنة السابعة للهجرة) وذكر المؤرخون أن (عبد الله بن رواحه) غزا خيبر مرتين في عهد الرسول قبل الغزوة مرة لقتل (يسير بن رازم اليهودي) وذلك في السنة الخامسة للهجرة ومرة أخرى ولكن لا يوجد لها ذكر وتفصيل في المراجع
وعندما عزم الرسول صلى الله علية وسلم على الغزوة استدل بدليل يدعى (حسيل بن نويرة الاشجعي) يقال انه من بني غطفان حسب ما ذكر (الجاسر) ولكن الصحيح ما ذكرة (باشميل)انه من أشجع النجدية لأنه كان يذهب إلي خيبر دائما ويأتي من نجد والدليل الثاني وهو(عبد الله بن نعيم) فأرشدهم (حسيل) على الطرق فقال يارسول الله إن لها طرق تؤتى منها فقال صلى الله علية وسلم سمها لي وكان يحب الفال والاسم الحسن ويكرة الطيرة والاسم القبيح فقال الدليل لها طريق يقال لة (حزن) قال لا نسلكها قال لها طريق يقال له (شاس) قال لا نسلكها قال لها طريق يقال له (حاطب) قال لا نسلكها وقال بعض رفقائهم ما رأيت كالليلة أسماء أقبح من أسماء سميت لرسول الله صلى الله علية وسلم قال لها طريق واحدة لم يبق غيرها يقال لها (مرحب) قال صلى الله علية وسلم نعم اسلكها ثم سلك به الدليل صدور الأودية والصهباء ثم اقبل بجيشه حتى نزل بوادي يقال له الرجيع فنزل بينهم وبين غطفان كما ذكر سابقا ليحول بينهم ويقطع الإمدادات وكان الفتح في (شهر صفر سنة سبع للهجرة والمسير في محرم)وقسمت خيبر على أهل الحديبية ومن شهد خيبر ومن غاب عنها ولم يغب عنها إلا (جابر بن عبد الله بن عمرو الأنصاري) فقسم له رسول الله صلى الله علية وسلم كسهم من حضرها فالمعركة التي دارت بين المسلمين واليهود فهي في حصن (ناعم) الذي كان يحميه (مرحب) وإخوانه فهو فارس خيبر وقائد الحصن وهو كما ذكت سابقا ليس يهودي بل من العرب من حمير فلما حاصرهم المسلمون خرج يتبختر بسيفه طالبا المبارزة وهو يقول:
ففي بعض الرويات التي تقول ان من بارزه هو عامر بن سنان الاكوع الأسلمي وهو يقول:
فاختلفت ضربتين بينهما فوقع سيف مرحب في ترس عامر كما يقول الراوي ويقال أيضا في قتل مرحب أن محمد بن مسلمة الأنصاري هو الذي بارز مرحب فقطع رجليه وجاء علي بن أبي طالب فقطع رأسه وهذا ليس متفق عليه لا من أهل السنة ولا من أهل الشيعة
وأما في الحقيقة أن على بن أبي طالب هو الذي قتل مرحب وهذا هو الأصح لان الحصن فتح على يده بعد المبارزة التي حدثت بينهم فلما قتلة علي انهار اليهود ووقعت معنوياتهم وهربوا إلي الحصون الأخرى وتم فتح حصن ناعم.
وقال علي رضي الله عنه:
فلما بدأت المبارزة ضرب علي رضي الله عنة مرحب على رأسه فقد الحجر والمغفر ووقع السيف في الأضراس وانشقت الأرض فقال مرحب إنك لم تضرب يا علي فقال بل ضربت فاهتز لترى ضربتي فاهتز مرحب وانقسم نصفين من قوة الضربة فخرجت من تحته الماء تجري فكانت الماء تجري على جهتين فسميت بعين علي بن أبي طالب ولا زالت موجودة حتى تاريخنا الحاضر وتسمى بهذا الاسم.

## الجغرافيا
تقع خيبر في شمال غرب المملكة العربية السعودية وعلى بعد حوالي 168 كيلاً من المدينة المنورة، وتتكون من حرة تكسوها الحجارة السوداء وتغطي أكثر مواضعها بحيث يصعب السير فيها إلا من طرق مخصوصة.
وهذه الحرار تكونت من جراء ثورات بركانية تقذف حممها فتسيل على سطح الأرض مكونة الصخور السوداء. وخيبر هي أعظم حرار بلاد العرب وهذه الحرة واقعة بين السهول الممتدة في الجنوب الشرقي من المدينة المنورة
وهذه الحرة يطلق عليها قديما أسماء كثيرة فجنوبها الشرقي يعرف بحرة فدك ، الحائط حاليا وشمالها الشرقي يعرف بحرة (ضرغد) أو لابة ضرغد ووسطها الذي فية خيبر يعرف باسم (حرة النار) وقسمها الغربي يقع غرب خيبر ممتدا من شمال المدينة حتى قرب وادي القرى يعرف قديما باسم(حرة ليلى).
ملاحظه:اليهود لم تكن لهم ارض في الجزيرة العربية ولكن بعد اضطهاد الدول السابقة لهم في شمال القوقاز وجنوبها والشام استأذنوا العرب ليسكنوا ارضهم فكانت لهم الارض.

## القرى التابعة للمحافظة
مدينة خيبر هي مركز المحافظة ويبلغ عدد القرى التابعة للقطاع التعليمي في محافظة خيبر (18) قرية، كما يتبع لها إدارياً ما يفوق الستين هجرة، والقرى على النحو التالي :
قبل خيبر
1. أبو زبائر
2. أم هشيم
3. اللحن
4. الصلصلة
5. العقيلة
6. المطاوي
7. الدحيلة
8. الثمد
9. رحبة الحسني
10. زبران

بعد خيبر 
1. الصفق الأحمر
2. العيينة
3. سمحة
4. المنجي
5. عشرة
6. العشاش
7. العرايد
8. الجرف